# بزرگراه شیخ فضل‌الله نوری
بزرگراه شیخ فضل‌الله نوری با نام‌های پیشین بزرگراه ایوبی و بزرگراه طرشت و با شماره بزرگراه ۴۴ یکی از بزرگراه‌های تهران است که جهت شرقی-غربی دارد. این بزرگراه که در شمال غرب و غرب تهران واقع شده، از میدان صنعت آغاز شده و به تقاطع با بزرگراه‌های حجازی و جناح منتهی می‌شود.

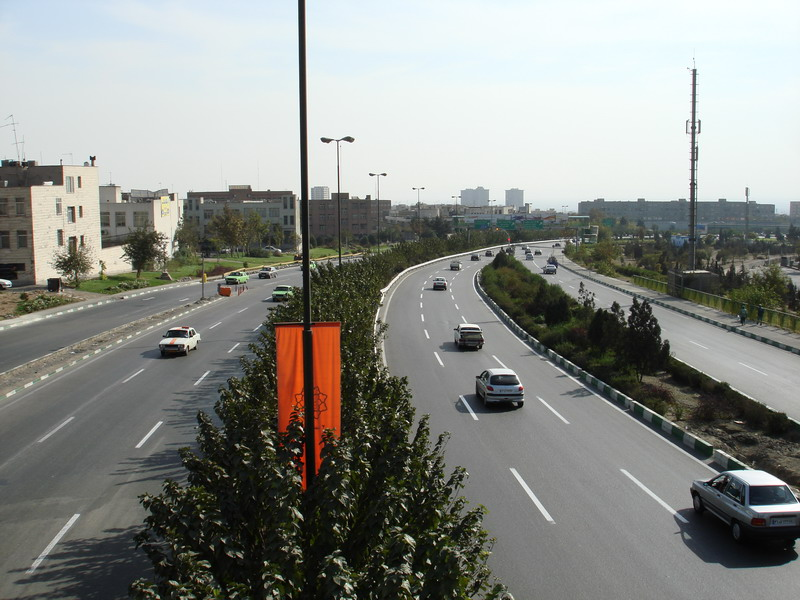
نمای جنوبی - محدوده شهرک آزمایش

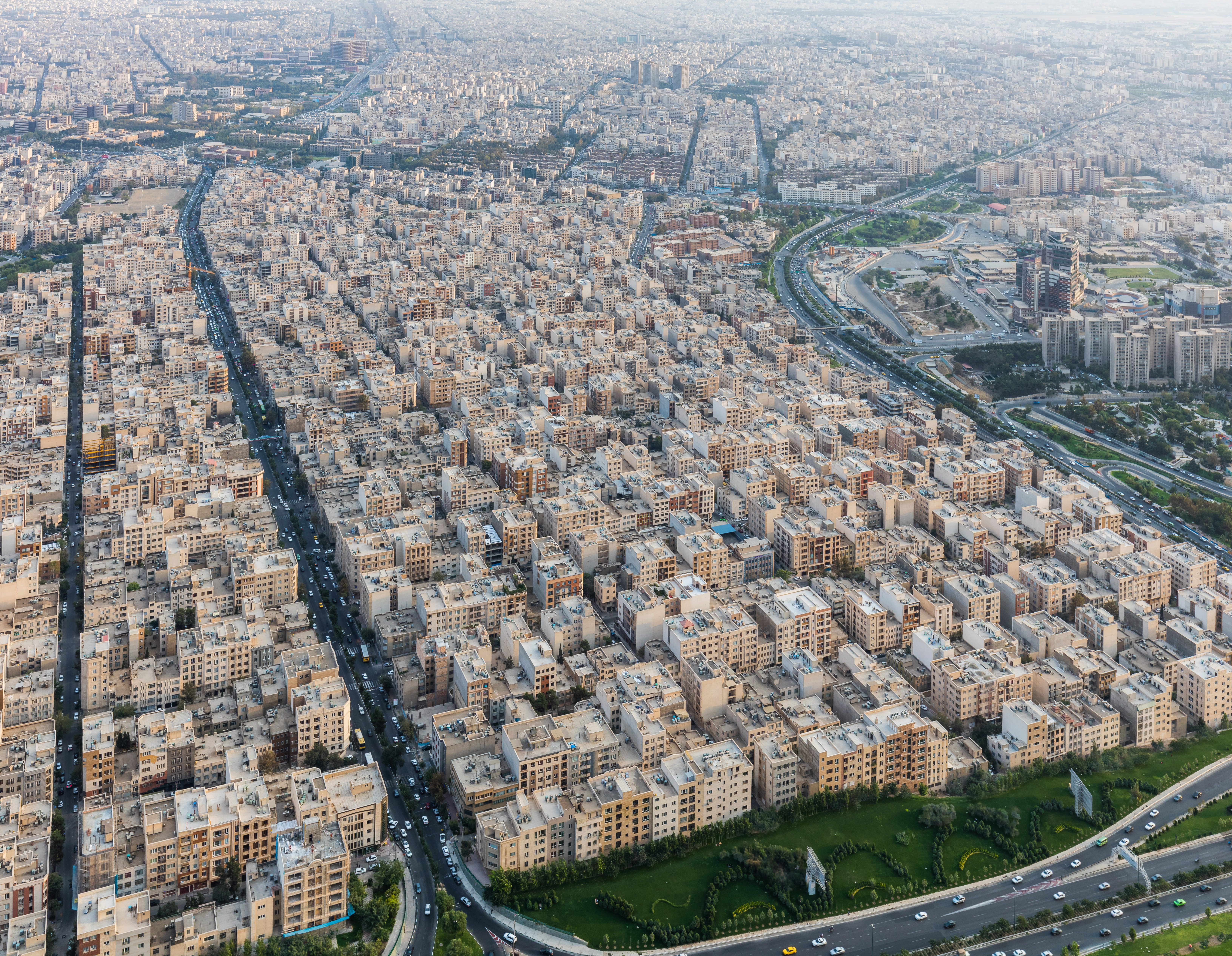
نمایی هوایی از محله گیشا، ما بین بزرگراه شیخ فضل‌الله و خیابان گیشا.

این بزرگراه از محل تقاطع آن با بزرگراه محمدعلی جناح آغاز شده و پس از گذر از محله‌های طرشت، شهرآرا، گیشا و شهرک آزمایش در میدان صنعت در شهرک غرب پایان می‌یابد. درازای این بزرگراه کمابیش ۷ کیلومتر است که نزدیک ۱٫۵ کیلومتر آغازین آن، شرقی-غربی و بقیه آن شمالی-جنوبی است. این بزرگراه در درازای مسیر خود با بزرگراه‌های جلال آل‌احمد، حکیم و خیابان ستارخان تقاطع دارد که به وسیلهٔ پل‌ها و تقاطع‌های غیرهم‌سطح چون پل ستارخان (تاج پیشین) و پل آزمایش از آن‌ها می‌گذرد.
پیش از انقلاب بخشی از این بزرگراه، «بزرگراه طرشت» و بخش دیگر «بزرگراه ایوبی» نامیده می‌شد.

## تقاطع‌ها
| از شمال شرق به جنوب غرب   | از شمال شرق به جنوب غرب                   | از شمال شرق به جنوب غرب |
| ------------------------- | ----------------------------------------- | ----------------------- |
| میدان صنعت                | بلوار پاک نژاد بلوار خوردین بلوار فرحزادی |                         |
| ایستگاه متروی میدان صنعت  |                                           |                         |
|                           | بزرگراه همت                               |                         |
|                           | بزرگراه حکیم                              |                         |
|                           | بلوار مرزداران                            |                         |
| ایستگاه متروی شهرک آزمایش |                                           |                         |
| پل آزمایش                 | بزرگراه آل احمد                           |                         |
|                           | خیابان سازمان آب                          |                         |
| پل ستارخان                | خیابان ستارخان                            |                         |
|                           | بزرگراه یادگار امام                       |                         |
|                           | بلوار تیموری بلوار چوب تراش               |                         |
| پل جناح                   | بزرگراه حجازی بزرگراه جناح                |                         |
| از جنوب غرب به شمال شرق   |                                           |                         |

## بن‌مایه‌ها
1. 1 2  «پایگاه اینترنتی کتاب اول». بایگانی‌شده از اصلی در ۹ اکتبر ۲۰۱۰. دریافت‌شده در ۲۵ اکتبر ۲۰۰۸.
2. ↑  واحد پژوهش و تألیف گیتاشناسی، زیر نظر سعید بختیاری، «اطلس کامل تهران ۸۵»، ص ۲۸۱، چاپ هامون، چاپ اول، نوروز ۱۳۸۵

نقشه چندمنظوره تهران بزرگ، با آخرین اصلاحات، تهران: مرکز اطلاع‌رسانی ایران، ۱۳۸۳.